# Брестівська сільська рада
| Брестівська сільська рада — колишній орган місцевого самоврядування у Мукачівському районі Закарпатської області з адміністративним центром у с. Брестів. Сільській раді були підпорядковані населені пункти: - с. Брестів - с. Лецовиця - с. Плоскановиця |

## Склад ради
Рада складалася з 16 депутатів та голови.

## Керівний склад сільської ради
| ПІБ                       | Основні відомості                                                               | Дата обрання | Дата звільнення |
| ------------------------- | ------------------------------------------------------------------------------- | ------------ | --------------- |
| Ганькович Василь Іванович | Сільський голова, 1962 року народження, освіта, безпартійний                    | 26.03.2006   | 31.10.2010      |
| Сідор Василь Дмитрович    | Сільський голова, 1952 року народження, освіта середня спеціальна, безпартійний | 31.10.2010   |                 |

Примітка: таблиця складена за даними джерела

## Населення
Згідно з переписом УРСР 1989 року чисельність наявного населення сільської ради становила 1498 осіб, з яких 725 чоловіків та 773 жінки.
За переписом населення України 2001 року в сільській раді мешкали 1432 особи.

### Мова
Розподіл населення за рідною мовою за даними перепису 2001 року:
| Мова       | Відсоток |
| ---------- | -------- |
| українська | 99,51 %  |
| російська  | 0,35 %   |
| білоруська | 0,07 %   |
| німецька   | 0,07 %   |